# Uroplatus ebenaui
Uroplatus ebenaui är en ödleart som beskrevs av  Oskar Boettger 1879. Uroplatus ebenaui ingår i släktet Uroplatus och familjen geckoödlor. Inga underarter finns listade i Catalogue of Life.
Denna geckoödla förekommer på norra Madagaskar och på små öar i närheten. Den lever i låglandet och i kulliga regioner upp till 500 meter över havet. Exemplaren vistas i fuktiga skogar och klättrar ibland i träd upp till två meter över marken. Honor lägger ungefär två ägg per tillfälle.
Beståndet hotas av skogsröjningar. Flera exemplar fångas och säljs som terrariedjur. IUCN kategoriserar arten globalt som sårbar.

## Bildgalleri

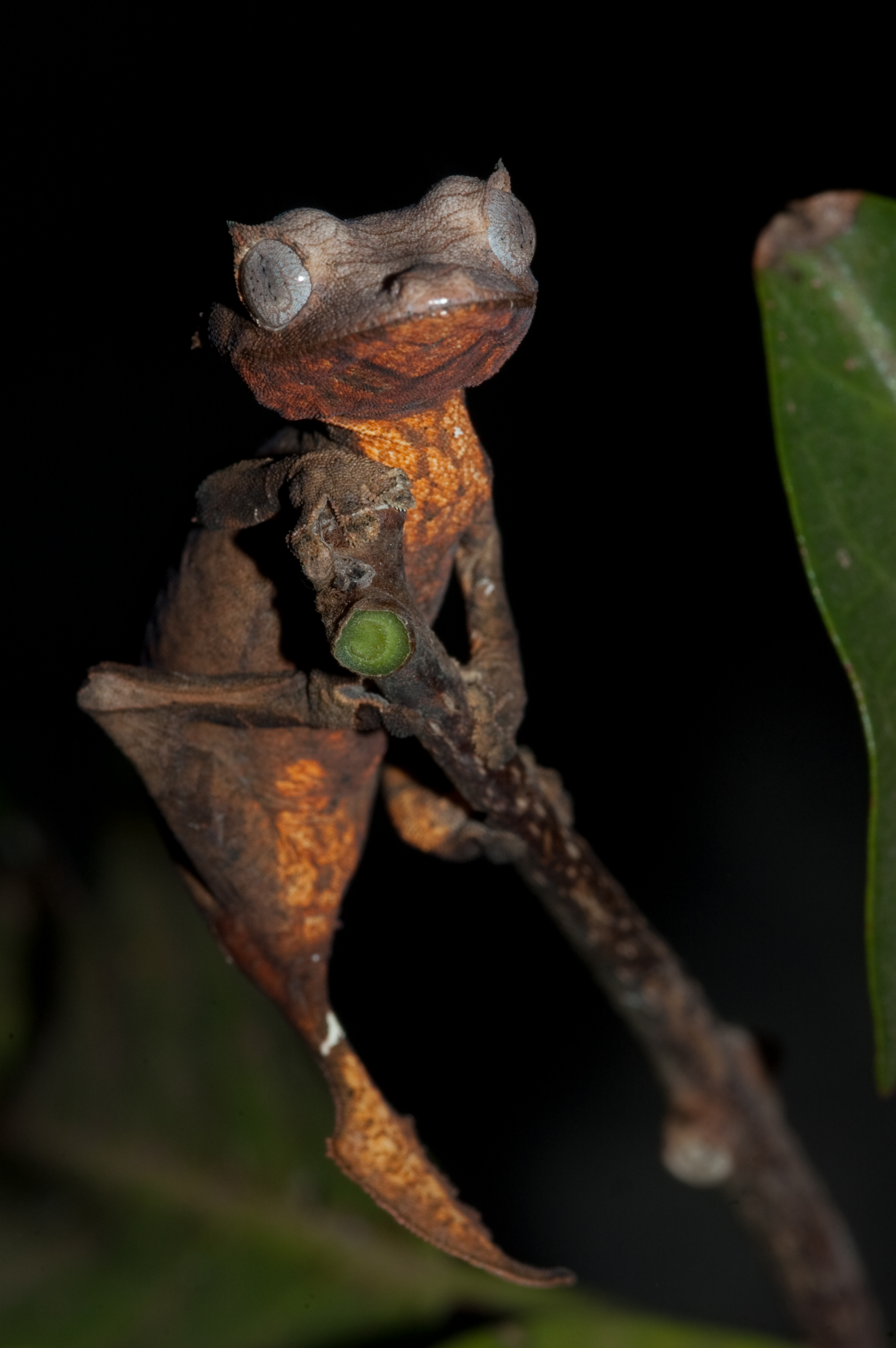